# غيل روبين
غيل روبين (بالعبرية: גייל רובין‏) (بالإنجليزية: Gail Rubin)‏ هي مصورة أمريكية وإسرائيلية، ولدت في 12 أبريل 1938، وتوفيت في 11 مارس 1978.